# Taheitia mariannarum
Taheitia mariannarum là một loài động vật chân bụng trong họ Truncatellidae. Nó là loài đặc hữu của Guam.